# La morte è di moda
La morte è di moda è un film del 1989 diretto da Joe Brenner (ma sui manifesti compare il vero nome del regista, Bruno Gaburro).

## Trama
Rincasando dopo avere lavorato fino a tardi, a causa d'una deviazione per lavori stradali la fotomodella Gloria giunge a una villa isolata dove assiste involontariamente all'omicidio d'una donna da parte d'un uomo, che però lei riesce a vedere solo di spalle. Per il commissario Rizzo, incaricato dell'indagine, si profila un enigma apparentemente inspiegabile: il luogo del delitto, infatti, risulta abbandonato e disabitato già da molto tempo. Eppure, qualcuno tenta ripetutamente di uccidere la ragazza, alla quale nel frattempo l'amico Giorgio ha trovato un posto migliore, introducendola nell'atelier di Sebastiano Arcari.
Con l'aiuto dello psichiatra Contini, Gloria prova a elaborare quanto da lei visto nella villa; inizialmente il medico non le crede, poi si convince che Gloria ha davvero assistito a un omicidio e, attraverso indagini personali, s'avvicina alla verità. Rizzo e Contini concordano un piano per catturare l'assassino. Lo psichiatra accompagna Gloria nella villa del delitto e viene colpito da Arcari, poi fermato dall'intervento del poliziotto e dalla capacità di Contini d'indurre l'ipnosi.
Gloria, che è anche sensitiva, aveva in realtà visto un delitto avvenuto molto tempo prima, quando Arcari aveva ucciso la proprietaria della villa perché aveva respinto le sue profferte amorose e aveva anche venduto gli abiti confezionati per lei.